# Raffaele Garrucci
Raffaele Garrucci  (Naples, 22 janvier 1811 – Rome, 5 mai 1885) est un père jésuite, historien de l'art et numismate.

## Biographie
Raffaele Garrucci issu d'une famille riche rejoignit la Compagnie de Jésus à l'âge de quinze ans et fit ses vœux le 19 mars 1853. Il se consacra à l'étude des Pères de l'Église ainsi qu'aux antiquités païennes et chrétiennes. Il est devenu un des principaux disciples du père Giuseppe Marchi avec le célèbre Giovanni Battista De Rossi.
Lors de ses nombreux voyages à travers l'Italie, la France, l'Allemagne et l'Espagne, il a rassemblé beaucoup de matériel pour ses publications archéologiques.
En 1853 il a collaboré à La Civiltà Cattolica, une revue de l'ordre des Jésuites.
En 1854, il a écrit une étude sur le syncrétisme phrygien pour Mélanges d'archéologie du père Charles Cahier.
Peu de temps après, il édita les notes de Jean L'Heureux sur les catacombes de Rome (en manuscrit depuis 1605), ensuite un essai sur les verres dorés des catacombes (1858), et un autre sur le cimetière juif de la Vigna Randanini.
En 1866 il a publié à Rome une étude sur les Monete delle due Rivolte Giudaiche.
En 1872, il commença la publication Storia dell'arte cristiana, un monumental recueil sur les antiquités paléochrétiennes, destinée à inclure tous les travaux de la sculpture, la peinture ainsi que les arts mineurs et artisanaux des huit premiers siècles de l'ère chrétienne. Il constitue une histoire générale de l'art des premiers chrétiens et comporte cinq cents planches finement gravées ainsi que des textes explicatifs. Cinq des six volumes contiennent des fresques de catacombes, lunettes dorées, mosaïques, sarcophages, sculptures etc. Le premier volume est consacré à la partie théorique de l'œuvre, c'est-à-dire à l'histoire de l'art chrétien proprement dite.
Dans sa vaste édition, Garrucci a souvent réédité des informations tirés d'œuvres antérieures. Pour les matériaux jusque-là inédits, il a utilisé des photographies ou des reproductions de toutes sortes. Ses gravures ne sont pas toujours très précises et au point de vue finition, elles sont inférieurs à celles obtenues par des procédés plus modernes.
En 1885 il publia à Rome Le monete dell'Italia antica, une étude qui était à l'époque le plus pertinent sur les monnaies antiques frappées en Italie.
La liste de ses publications porte sur 118 numéros sur Sommervogel, Bibliothèque de la Compagnie de Jésus(Bruxelles 1902), III.
Parmi eux se trouvent les susdits Storia dell'arte cristiana nei primi otto secoli della chiesa (6 vol., Prato 1872-1881) ; Dissertazioni archeologiche di vario argomento (2 vol., Rome 1864-1865) ; Le monete dell'Italia antica, Raccolta generale (Rome, 1885).

## Monnaies étrusques
Raffaele Garrucci a été  le premier à rédiger un catalogue des monnaies étrusques, romaines et grecques d'Italie dans un processus scientifiquement moderne avec des informations sur les découvertes et sur les trésors. Sa chronologie rejoint celle de Theodor Mommsen et de Friedrich Hultsch, mais récuse les parallèles avec les monnaies romaines.

## Ouvrages
- Storia dell'arte cristiana nei primi otto secoli della chiesa, 6 vol., 1872-1881, Prato.
- Dissertazioni archeologiche di vario argomento, 2 vol., 1864- 1865, Rome.
- Le monete dell'Italia antica, Raccolta generale, 1885, Rome  (ISBN 9788827101100)